# Saturday Night Wrist
Albums de Deftones
Deftones
(2003) Diamond Eyes
(2010)
Singles
1. Hole in the Earth
Sortie : 12 septembre 2006
2. Mein
Sortie : 13 mars 2007

Saturday Night Wrist est le 5e album studio du groupe californien de nu metal Deftones, sorti le 31 octobre 2006 par Maverick Records.
Premier album de Deftones à ne pas être produit par Terry Date (présent depuis leur premier album Adrenaline), remplacé par Bob Ezrin et Shaun Lopez, Saturday Night Wrist privilégie le côté planant, aérien et expérimental aperçu à certains passages des albums depuis Around the Fur, et laisse de côté toute velléité nu metal.

## Liste des chansons
Toutes les chansons sont écrites et composées par Deftones.
| No  | Titre                                           | Durée     |
| --- | ----------------------------------------------- | --------- |
| 1.  | Hole in the Earth                               | 4:09      |
| 2.  | Rapture                                         | 3:25      |
| 3.  | Beware                                          | 6:00      |
| 4.  | Cherry Waves                                    | 5:17      |
| 5.  | Mein (avec Serj Tankian)                        | 3:59      |
| 6.  | U,U,D,D,L,R,L,R,A,B,Select,Start (Instrumental) | 4:12      |
| 7.  | Xerces                                          | 3:42      |
| 8.  | Rats!Rats!Rats!                                 | 4:00      |
| 9.  | Pink Cellphone (avec Annie Hardy)               | 5:04/3:54 |
| 10. | Combat                                          | 4:46      |
| 11. | Kimdracula                                      | 3:15      |
| 12. | Rivière                                         | 3:45      |